# Pëtr Lasinius
Pieter Lassenius, in russo Питер Лассениус? (Danimarca, 1700 – Golfo di Buor-Chaja, 30 dicembre 1735), è stato un esploratore svedese.
Pilota marittimo, tenente della Marina imperiale russa, fu a capo del «distaccamento Lena-Kolyma» della Grande spedizione del nord come comandante dell'imbarcazione a ponte Irkutsk. La grafia del nome è anche: Piter, Peter, Pëtr, Lasinius, Lassinius, Lissenius.

## Biografia
Nato in Danimarca da una famiglia svedese, prestò servizio come pilota marittimo in Svezia e ebbe una vasta esperienza di navigazione. Nel 1725 fu accettato al servizio russo con il grado di tenente. Prese parte alla prima spedizione in Kamčatka di Vitus Bering, ma non si sa quali compiti svolse.
Nel 1733 fu promosso di grado e nominato capo del «distaccamento Lena-Kolyma» della Grande spedizione del nord (nella Siberia Orientale). Nel luglio 1735, sullo sloop Irkutsk, con un equipaggio di 44 persone, scese da Jakutsk lungo il fiume Lena e prese il mare il 7 agosto con l'incarico di percorrere la costa in direzione est e attraversare l'Oceano Artico fino all'Oceano Pacifico. Già il 14 agosto fu bloccato dal ghiaccio ed entrò nel golfo di Buor-Chaja alla foce del fiume Chara-Ulach, dove si fermò per svernare, il 18 agosto. Morì per primo durante l'inverno, il 30 (19) dicembre 1735. Nella primavera del 1736 erano morti altri 35 membri dell'equipaggio. Le 9 persone sopravvissute furono salvate nel giugno 1736 da Michail J. Ščerbinin e portate a Jakutsk.
Portano il suo nome:
- la penisola Lasinius (полуостров Ласиниус) e la sua estremità, capo Lasiniusa (мыс Ласиниуса), nella parte nord-orientale della penisola del Tajmyr. La penisola divide il golfo di Tereza Klavenes dal golfo di Sims. Così denominata da Roald Amundsen nel 1919.[4]